# Apristurus kampae
Apristurus kampae es una especie de peces de la familia Scyliorhinidae en el orden de los Carcharhiniformes.

## Morfología
Los machos pueden llegar a alcanzar los 58,4 cm de longitud total y las hembras los 52 cm.

## Reproducción
Es ovíparo.

## Distribución geográfica
Se encuentra en las  costas centrales y meridionales de California (Estados Unidos) y del golfo de California.